# Почесний громадянин (фільм)
«Почесний громадянин» (ісп. El ciudadano ilustre) — аргентинсько-іспанський комедійно-драматичний фільм, знятий Гастоном Дюпра і Маріано Коном. Світова прем'єра стрічки відбулась 4 вересня 2016 року на Венеційському кінофестивалі. 

## Сюжет
Фільм розповідає про аргентинського письменника Деніела Мантовані, який живе в Європі вже 30 років і вирішує повернутися на батьківщину, прочитати кілька лекцій і отримати звання почесного громадянина міста Саласа, де він провів дитинство.
Фільм був висунутий Аргентиною на премію «Оскар» за найкращий фільм іноземною мовою.

## У ролях
- Оскар Мартінес — Деніел Мантовані
- Даді Брієва — Антоніо
- Андреа Фріджеріо — Ірен
- Нора Навас — Нурія

## Визнання
| Нагороди та номінації фільму «Почесний громадянин» | Нагороди та номінації фільму «Почесний громадянин» | Нагороди та номінації фільму «Почесний громадянин» | Нагороди та номінації фільму «Почесний громадянин» | Нагороди та номінації фільму «Почесний громадянин» | Нагороди та номінації фільму «Почесний громадянин» |
| Рік                                                | Кінопремія / Кінофестиваль                         | Категорія / Нагорода                               | Номінант                                           | Результат                                          |                                                    |
| -------------------------------------------------- | -------------------------------------------------- | -------------------------------------------------- | -------------------------------------------------- | -------------------------------------------------- | -------------------------------------------------- |
| 2016                                               | Венеційський кінофестиваль                         | «Золотий лев» за найкращий фільм                   | «Почесний громадянин»                              | Номінація                                          |                                                    |
| 2016                                               | Венеційський кінофестиваль                         | Кубок Вольпі за найкращу чоловічу роль             | Оскар Мартінес                                     | Перемога                                           |                                                    |